# 平良門
平 良門（たいら の よしかど）は、平安時代中期の伝説上の武将、もしくは妖怪。平将門の長男と伝えられており、「良兌」、「良忩」とも呼ばれる。

## 伝承
良門にまつわる説話について、国文学者の梶原正昭と矢代和夫は3つの系統に分類できるとしている。第一は法華系統で『本朝法華験記』『今昔物語集』『元亨釈書』『僧妙達蘇生注記』などに見えるもの。第二は地蔵系統で『今昔物語集』『地蔵菩薩霊験記』にある蔵念説話の中に登場するもの。第三はそれ以外のもので、東京都西多摩一帯に伝わる三田氏の伝承、埼玉県秩父市の城峯山付近の伝承がある。また、のちに文芸化された『前太平記』『関八州繋馬』などがある。
法華系統とされる『本朝法華験記』には『坂東の荒武者・良門は殺生を繰り返していたが、空照という聖に諭され殺生をやめ、法華経を写経するなどして兜率天となった』とある。法華系統は将門との関係については記載がない。
地蔵系統とされる説話は『陸奥国の小松寺に居た僧・蔵念が地蔵菩薩のご利益を広めた』という内容だが、『今昔物語集』巻17の8では『蔵念は将門の孫で良門の子』とされており、良門と将門の繋がりが現れる。この説話の成立は11世紀初頭にまでさかのぼれる可能性がある。
東京都奥多摩町にある将門神社には、良門が将門の旧蹟である当地を参詣し将門の神像を納め、以来『平親王将門社』と呼んだという伝承が残る。将門神社は一帯を治めた三田氏の崇敬を集めたとするが、三田氏は将門の子孫を自称している。
城峯山には良門が将門の菩提を弔って太平明神を創建したとされる。『蘇生注記』の黒川本や観智院本には、良門が「陸奥国大目（だいさかん）」であると記されている。
通俗史書『前太平記』では『将門の子を身ごもっていた妾が良門を生み、如蔵尼が引き取り育てた。良門は後に如蔵尼に将門の遺児であることを伝えられ敵討ちを決意する』とある。その後日談として『多田満仲を襲うが渡辺綱に打ち取られる』と続く。この説話において、良門は仏門に帰依する人物ではなく父の怨念を晴らそうとする面が前面に出ている。前太平記は虚構の話でありながら歴史的事実を巧みに取り込み作られていることから、高い信用度をもって近世地誌に取り入れられている。
『前太平記』で描かれた如蔵尼・良門兄弟の話は『関八州馬繋』や『善知安方忠義伝』などの近世の文芸に大きな影響を与え、これらの中で描かれる怨霊のイメージが定着した。